# БМ-13Н
БМ-13Н — модифікація гвардійських реактивних мінометів типу «Катюша». Має індекс «Н» — нормалізована.

## Відмінності БМ-13Н щодо БМ-13
Випускалася з 1943 року. Вважається[ким?], що від базової БМ-13 відрізнялася тим, що в ролі шасі використані американські вантажівки Студебекер US6, що поставляються в СРСР по Ленд-лізу. Проте це не повне уявлення. Зміна шасі —  завершальний етап розвитку цього виду РСЗВ. Сама ж метальна установка була попередньо розібрана на вузли. Кожному вузлу було присвоєно власний індекс. І кожен вузол модернізувався із врахуванням досвіду, отриманого від початку боїв німецько-радянської війни 1941 року.
Початком розробки модернізованої метальної установки з індексом Н вважається технічна нарада СКБ при московському заводі «Компресор» 21 квітня 1942 року. На нараді була прийнята програма глибокої модернізації БМ-13. Результат цієї роботи:
- збільшення сектора обстрілу на 20%
- зменшення зусиль на рукоятках механізмів наведення в півтора — два рази;
- збільшення швидкості вертикального наведення вдвічі;
- збільшення бойової живучості установки за рахунок бронювання задньої стінки кабіни; бензобака і бензопроводу;
- збільшення стійкості установки в похідному положенні введенням опорного кронштейна для розосередження навантаження на лонжерони автомашини;
- збільшення експлуатаційної надійності агрегату (спрощення опорної балки заднього моста і т. д.;
- значне скорочення обсягу зварювальних робіт, механічної обробки, виключення згинання стержнів ферми;
- зменшення ваги установки на 250 кг, незважаючи на введення броні на задню стінку кабіни і бензобак;
- скорочення виробничого часу на виготовлення установки за рахунок складання артилерійської частини окремо від шасі автомашини і монтажу
- установки на шасі автомашини за допомогою кріпильних хомутів, що дозволило ліквідувати свердління отворів в лонжеронах;
- скорочення в кілька разів часу простоювання шасі автомашин, що надходили на завод під монтаж установки;
- скорочення кількості типорозмірів кріплення з 206 до 96, а також кількості найменувань деталей: в поворотній рамі — з 56 до 29, у фермі з 43 до 29, в опорній рамі — з 15 до 4 і т. д. Використання в конструкції установки нормалізованих вузлів і виробів дозволило застосувати для складання і монтажу установки високопродуктивний потоковий метод.

Нормалізована установка М-13Н була прийнята на озброєння Червоної Армії в 1943 році. Установка стала основним зразком, що застосовувався до кінця другої світової війни.
Також застосовувалися й інші типи доопрацьованих шасі вантажних автомобілів іноземних марок (наприклад, Chevrolet).

## Характеристики
| Технічна характеристика                                                                                             | М-13            | БМ-13Н             | БМ-13Н             | БМ-13НМ            | БМ-13НММ           |
| Шасі | ЗІС-6           | Studebaker US6     | ЗІС-151, ЗІЛ-151   | ЗІЛ-157            | ЗІЛ-131            |
| --- | --------------- | ------------------ | ------------------ | ------------------ | ------------------ |
| Число напрямних | 8               | 16                 | 8 / 16*            | 8 / 16*            | 8 / 16*            |
| Кут піднесення, град: мінімальний / максимальний                                                                    | +7 / +45        | +7 / +45           | 8±1 / +45          | 8±1 / +45          | 8±1 / +45          |
| Кут горизонтального обстрілу, град: праворуч / ліворуч від автошасі                                                 | 10 / 10         | 10 / 10            | 10 / 10            | 10 / 10            | 10 / 10            |
| Зусилля на рукоятці, кг: підйомного механізму / поворотного механізму                                               | 8 / 10          | 8 / 10             | до 13 / до 8       | до 13 / до 8       | до 13 / до 8       |
| Габарити в похідному положенні, мм: довжина ширина висота                                                           | 6700 2300 2800  | 6780 2270 2880     | 7200 2300 2900     | 7200 2330 3000     | 7200 2500 3200     |
| Вага, кг: пакету напрямних артилерійської частини БМ у бойовому положенні БМ у похідному положенні (без розрахунку) | 815 2200 6200 - | 790 2250 6770 5940 | 815 2350 7890 7210 | 815 2350 7770 7090 | 815 2350 9030 8350 |
| Час переведення з похідного положення в бойове,                                                                     | 2-3 хв          | 2-3 хв             | 2-3 хв             | 2-3 хв             | 2-3 хв             |
| Час, необхідний для заряджання бойової машини,                                                                      | 5-10 хв         | 10-15 хв           | 5-10 хв / 10-15 хв | 5-10 хв / 10-15 хв | 5-10 хв / 10-15 хв |
| Час повного залпу,                                                                                                  | с 7-10          | с 10-14            | с 7-10 / с 10-14   | с 7-10 / с 10-14   | с 7-10 / с 10-14   |

## Цікаво
- На кожній машині встановлювався заряд вибухівки для самознищення, щоб при можливості захоплення знищити її і не дати противнику дослідний зразок.

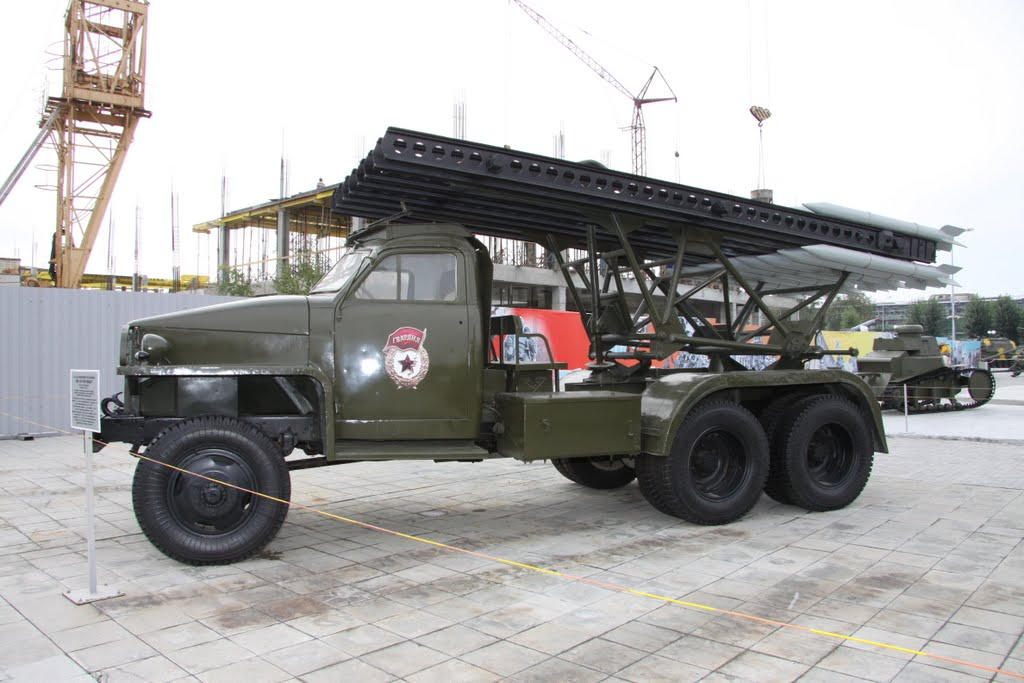
БМ-13Н в музеї у Верхній Пижмі

## В інших країнах
- КНР
- Єгипет[джерело?][3]

## У комп'ютерних іграх
- Call of Duty: World at War
- «Протистояння»
- «В тилу ворога». У грі «В тилу ворога 1» радянська кампанія присвячена угону катюші
- Battlefield (серія ігор) (доповнення Armored Kill)
- У «Бліцкригу[en]» гравцеві дається спочатку 3, а потім і 6 артилерійських розрахунків. Можна взяти 6 «Катюш», яких там три різні модифікації
- «Red Orchestra 2: Heroes of Stalingrad»